# بایانغول (اوبرخانغای)
بایانغول (به لاتین: Bayangol) یک منطقهٔ مسکونی در مغولستان است که در استان اوبرخانغای واقع شده‌است. بایانغول ۳٬۵۴۳ کیلومتر مربع مساحت و ۴٬۵۷۲ نفر جمعیت دارد.